# Serra d'Ombradors
La Serra d'Ombradors és una serra situada al municipi de Cànoves i Samalús a la comarca del Vallès Oriental, amb una elevació màxima de 1.001 metres.